# Henri Canard
Pour l’article ayant un titre homophone, voir Henri Cannard.
Pour les articles homonymes, voir Canard (homonymie).
Henri Philibert Canard, né à Rocroi (Ardennes) le 6 avril 1824 et mort à Rochefort le 20 avril 1894, est un officier et administrateur colonial français.

## Biographie
Officier de carrière sorti du rang, il accomplit l'essentiel de sa carrière militaire en Algérie et au Sénégal, dans les rangs des Chasseurs d'Afrique puis des Spahis. Il est promu colonel en 1878. Après avoir exercé la fonction de gouverneur du Sénégal d'octobre 1881 au 28 juin 1882, son dernier poste est celui de commandant du cercle de Sfax en Tunisie. Il est admis à la retraite en 1882.
Le colonel Canard est promu commandeur de la Légion d'honneur en 1885.